# 2006-os U19-es labdarúgó-Európa-bajnokság
A 2006-os U19-es labdarúgó-Európa-bajnokságot Lengyelországban rendezték 8 csapat részvételével 2006. július 18. és július 29. között. Az Európa-bajnoki címet Spanyolország szerezte meg, miután a döntőben 2–1-re legyőzte Skóciát. A tornán 1987. január 1. után született játékosok szerepelhettek.

## Résztvevők
A következő nyolc csapat kvalifikálta magát az Európa-bajnokságra:
| - Ausztria - Belgium - Csehország - Lengyelország (Rendező) | - Portugália - Skócia - Spanyolország - Törökország |

## Játékvezetők
| - Novo Panić - Herve Piccirillo - Pavel Cristian Balaj | - Ivan Bebek - Jonas Eriksson - Kristinn Jakobsson |

## Csoportkör

### A csoport
| Csapat        | M | Gy | D | V | RG | KG | GK | Pont |
| ------------- | - | -- | - | - | -- | -- | -- | ---- |
| Csehország    | 3 | 2  | 0 | 1 | 7  | 5  | +2 | 6    |
| Ausztria      | 3 | 2  | 0 | 1 | 6  | 4  | +2 | 6    |
| Lengyelország | 3 | 1  | 0 | 2 | 4  | 4  | 0  | 3    |
| Belgium       | 3 | 1  | 0 | 2 | 6  | 10 | −4 | 3    |

| 2006. július 18. 18:00 (CET) | Belgium                                                | 4 – 2   | Csehország             | Huraganu Stadion, Pobiedziska Játékvezető: Novo Panić (bosnyák) |
| 2006. július 18. 18:00 (CET) | Lamah 12' 32' (11-esből) Švec 36' (öngól) Mirallas 57' | (3 – 1) | Fenin 14' Streštík 84' | Huraganu Stadion, Pobiedziska Játékvezető: Novo Panić (bosnyák) |

| 2006. július 18. 20:00 (CET) | Lengyelország | 0 – 1   | Ausztria   | Miejski Stadion, Swarzedz Játékvezető: Herve Piccirillo (francia) |
| 2006. július 18. 20:00 (CET) |               | (0 – 0) | Hoffer 75' | Miejski Stadion, Swarzedz Játékvezető: Herve Piccirillo (francia) |

| 2006. július 20. 18:00 (CET) | Ausztria   | 1 – 3   | Csehország                                  | Miejski Stadion, Swarzedz Játékvezető: Pavel Cristian Balaj (román) |
| 2006. július 20. 18:00 (CET) | Hoffer 76' | (0 – 2) | Mareš 34' (11-esből) Janda 37' Streštík 49' | Miejski Stadion, Swarzedz Játékvezető: Pavel Cristian Balaj (román) |

| 2006. július 20. 20:00 (CET) | Lengyelország                     | 4 – 1   | Belgium   | Amica Stadion, Wronki Játékvezető: Ivan Bebek (horvát) |
| 2006. július 20. 20:00 (CET) | Janczyk 10' 43' 58' Marciniak 89' | (2 – 0) | Lamah 62' | Amica Stadion, Wronki Játékvezető: Ivan Bebek (horvát) |

| 2006. július 23. 20:00 (CET) | Ausztria                                       | 4 – 1   | Belgium  | Amica Stadion, Wronki Játékvezető: Jonas Eriksson (svéd) |
| 2006. július 23. 20:00 (CET) | Hoffer 16' 54' Madl 82' Gramann 86' (11-esből) | (1 – 0) | Moia 51' | Amica Stadion, Wronki Játékvezető: Jonas Eriksson (svéd) |

| 2006. július 23. 20:00 (CET) | Csehország             | 2 – 0   | Lengyelország | Dyskobolia Stadion, Grodzisk Wielkopolski Játékvezető: Kristinn Jakobsson (izlandi) |
| 2006. július 23. 20:00 (CET) | Streštík 43' Fenin 82' | (1 – 0) |               | Dyskobolia Stadion, Grodzisk Wielkopolski Játékvezető: Kristinn Jakobsson (izlandi) |

### B csoport
| Csapat        | M | Gy | D | V | RG | KG | GK | Pont |
| ------------- | - | -- | - | - | -- | -- | -- | ---- |
| Spanyolország | 3 | 2  | 1 | 0 | 10 | 4  | +6 | 7    |
| Skócia        | 3 | 1  | 1 | 1 | 5  | 8  | −3 | 4    |
| Portugália    | 3 | 0  | 3 | 0 | 7  | 7  | 0  | 3    |
| Törökország   | 3 | 0  | 1 | 2 | 9  | 12 | −3 | 1    |

| 2006. július 18. 18:00 (CET) | Spanyolország                                | 5 – 3   | Törökország                            | Dyskobolia Stadion, Grodzisk Wielkopolski Játékvezető: Kristinn Jakobsson (izlandi) |
| 2006. július 18. 18:00 (CET) | Bueno 18' Mata 32' 37' 90+2' Toni Calvoo 53' | (3 – 1) | Ilhan Parlak 27' 61' Mevlüt Erdinç 64' | Dyskobolia Stadion, Grodzisk Wielkopolski Játékvezető: Kristinn Jakobsson (izlandi) |

| 2006. július 18. 18:00 (CET) | Skócia                 | 2 – 2   | Portugália                      | OSiR Stadion, Szamotuly Játékvezető: Pavel Cristian Balaj (román) |
| 2006. július 18. 18:00 (CET) | Fletcher 10' Grant 29' | (2 – 0) | Cave-Brown 72' (öngól) Gama 78' | OSiR Stadion, Szamotuly Játékvezető: Pavel Cristian Balaj (román) |

| 2006. július 20. 18:00 (CET) | Skócia | 0 – 4   | Spanyolország                     | Huraganu Stadion, Pobiedziska Játékvezető: Jonas Eriksson (svéd) |
| 2006. július 20. 18:00 (CET) |        | (0 – 2) | Bueno 17' Piqué 27' 51' Mario 86' | Huraganu Stadion, Pobiedziska Játékvezető: Jonas Eriksson (svéd) |

| 2006. július 20. 18:00 (CET) | Portugália                                          | 4 – 4   | Törökország                                  | OSiR Stadion, Szamotuly Játékvezető: Novo Panić (bosnyák) |
| 2006. július 20. 18:00 (CET) | Hélder 7' Diogo Tavares 31' 49' Gama 73' (11-esből) | (2 – 1) | Ilhan Parlak 33' 68' 90+5' Mevlüt Erdinç 71' | OSiR Stadion, Szamotuly Játékvezető: Novo Panić (bosnyák) |

| 2006. július 23. 18:00 (CET) | Portugália          | 1 – 1   | Spanyolország | Huraganu Stadion, Pobiedziska Játékvezető: Herve Piccirillo (francia) |
| 2006. július 23. 18:00 (CET) | Gama 21' (11-esből) | (1 – 0) | César 47'     | Huraganu Stadion, Pobiedziska Játékvezető: Herve Piccirillo (francia) |

| 2006. július 23. 18:00 (CET) | Törökország                 | 2 – 3   | Skócia                                                  | Miejski Stadion, Swarzedz Játékvezető: Ivan Bebek (horvát) |
| 2006. július 23. 18:00 (CET) | Cafercan 68' 72' (11-esből) | (0 – 1) | Ilhan Parlak 42' (11-esből) McGlinchey 46' Fletcher 63' | Miejski Stadion, Swarzedz Játékvezető: Ivan Bebek (horvát) |

## Elődöntők
| 2006. július 26. 18:30 (CET) | Csehország | 0 – 1   | Skócia     | Dyskobolia Stadion, Grodzisk Wielkopolski Játékvezető: Herve Piccirillo (francia) |
| 2006. július 26. 18:30 (CET) |            | (0 – 0) | Elliot 47' | Dyskobolia Stadion, Grodzisk Wielkopolski Játékvezető: Herve Piccirillo (francia) |

| 2006. július 26. 15:30 (CET) | Spanyolország                                       | 5 – 0   | Ausztria | Amica Stadion, Wronki Játékvezető: Jonas Eriksson (svéd) |
| 2006. július 26. 15:30 (CET) | Jeffrén 34' Javi García 42' 80' Mario 72' Bueno 88' | (2 – 0) |          | Amica Stadion, Wronki Játékvezető: Jonas Eriksson (svéd) |

## Döntő
| 2006. július 29. 20:00 (CET) | Spanyolország      | 2 – 1   | Skócia      | Miejski Stadion, Swarzedz Játékvezető: Kristinn Jakobsson (izlandi) |
| 2006. július 29. 20:00 (CET) | Toni Calvo 51' 71' | (0 – 0) | Dorrans 87' | Miejski Stadion, Swarzedz Játékvezető: Kristinn Jakobsson (izlandi) |

| 2006-os U19-es labdarúgó-Európa-bajnokság bajnoka: |
| -------------------------------------------------- |
| SPANYOLORSZÁG 4. cím                               |